# Гюнтерова полевка
Гюнтеровата полевка (Microtus guentheri), е вид бозайник, гризач от семейство Хомякови (Cricetidae). Разпространен е около Средиземно море, включително и в България.

## Физически характеристики
Дължината на тялото ѝ е ок. 14 см, а на опашката – 4 см. На външен вид е много близка до обикновената полевка, но е по-едра от нея. Отгоре тялото ѝ е сиво-кафяво с жълтеникав оттенък, а коремът ѝ е сиво-жълтеникав.

## Разпространение
Среща се около източната част на Средиземно море, в Мала Азия, Северна Африка и на Балканския полуостров, в т. ч. и Югоизточна България.

## Местообитание
Заселва на колонии в сухи тревисти участъци по открити планински терени. Живее в дълбоки 20 – 30 см подземни дупки с много входове. Гнездото ѝ има 1 – 2 камери.

## Хранене
Храни се със зелените части на растения и техните семена. През сухи периоди и недостатъчно зелена храна мигрира в житни и люцернови посеви. Активна е основно през нощта, а при благоприятни климатични условия и през деня.

## Размножаване и развитие
Ражда до 9 малки между 3 и 5 пъти в годината.